# Heraclides androgeus
Heraclides androgeus (denominada popularmente, em inglês, de Androgeus Swallowtail ou Queen Swallowtail) é uma borboleta neotropical da família Papilionidae e subfamília Papilioninae, encontrada do México até a Argentina (com exceção do Chile e Uruguai), incluindo Cuba, Ilha de São Domingos, Santa Lúcia, Trindade e Tobago. Foi classificada por Pieter Cramer, com a denominação de Papilio androgeus, em 1775. Suas lagartas se alimentam de diversas espécies e gêneros de plantas da família Rutaceae (incluindo o gênero Citrus). O seu nome deriva de Androgeu.

## Descrição
Esta espécie possui asas com envergadura máxima de 11 a 12 centímetros e com grande dimorfismo sexual, com a fêmea mais escura e dotada de reflexos em azul ou verde na asa posterior, ausentes no macho. Este possui, visto por cima, tom geral amarelado e com áreas periféricas e nervuras das asas anteriores em castanho enegrecido. Ocelos de margem superior vermelha podem ser vistos na região interna das asas posteriores, próximos ao abdome do inseto. Ambos os sexos possuem um par de caudas finas na metade inferior das asas posteriores; por vezes, como nas fêmeas, aparentando ter caudas múltiplas de dimensões similares. O lado de baixo, no macho, difere por ser predominantemente em amarelo mais pálido, com uma cadeia de manchas em forma de lúnulas alaranjadas e azuladas próximas à metade central das asas posteriores.

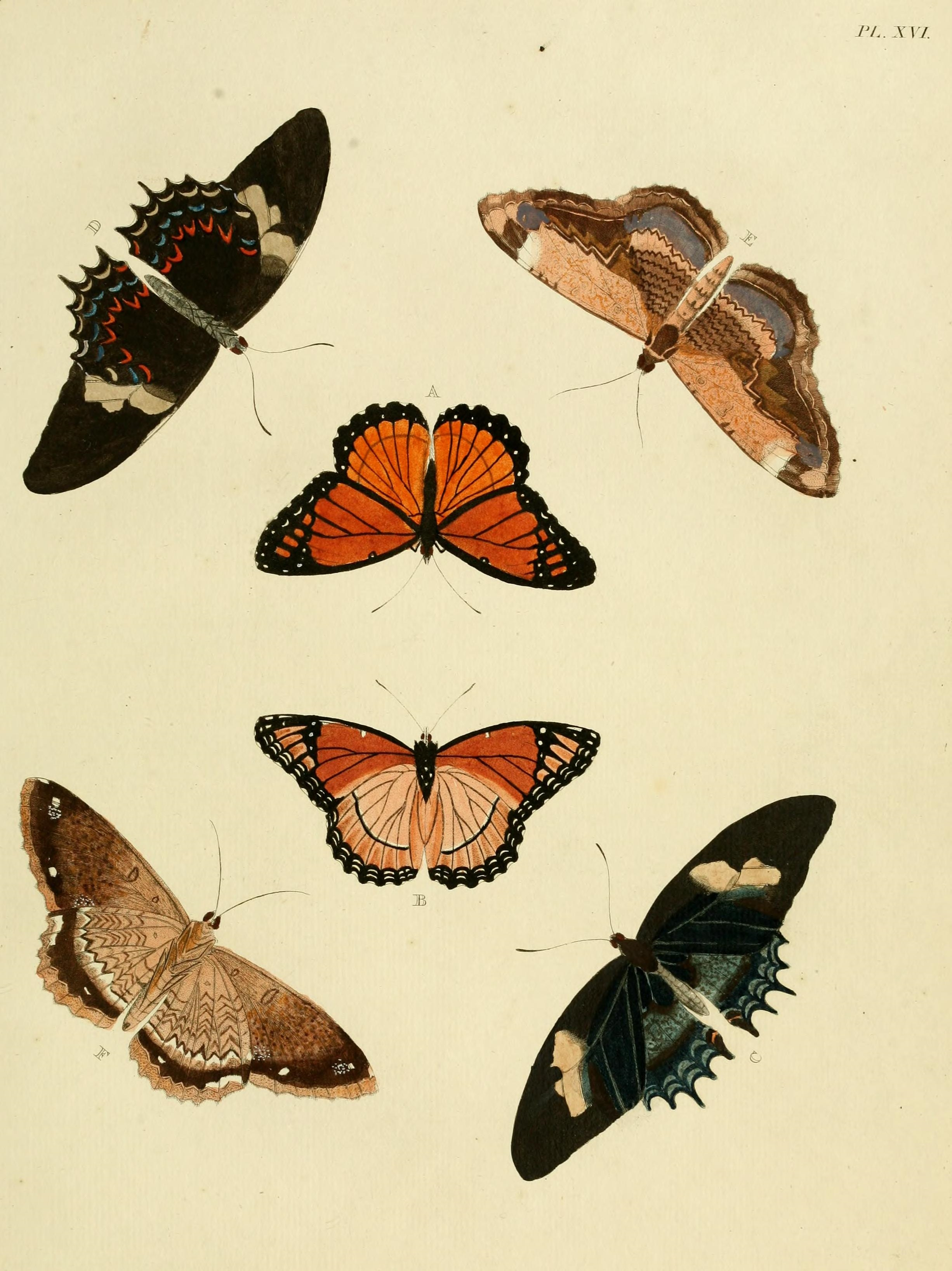
As borboletas acima à esquerda (em vista inferior) e abaixo à direita (em vista superior) são ilustrações da fêmea de H. androgeus, retiradas do livro De uitlandsche kapellen: voorkomende in de drie waereld-deelen Asia, Africa en America = Papillons exotiques des trois parties du monde, l'Asie, l'Afrique et l'Amérique, de Pieter Cramer e Caspar Stoll (Plate XVI, 1779).
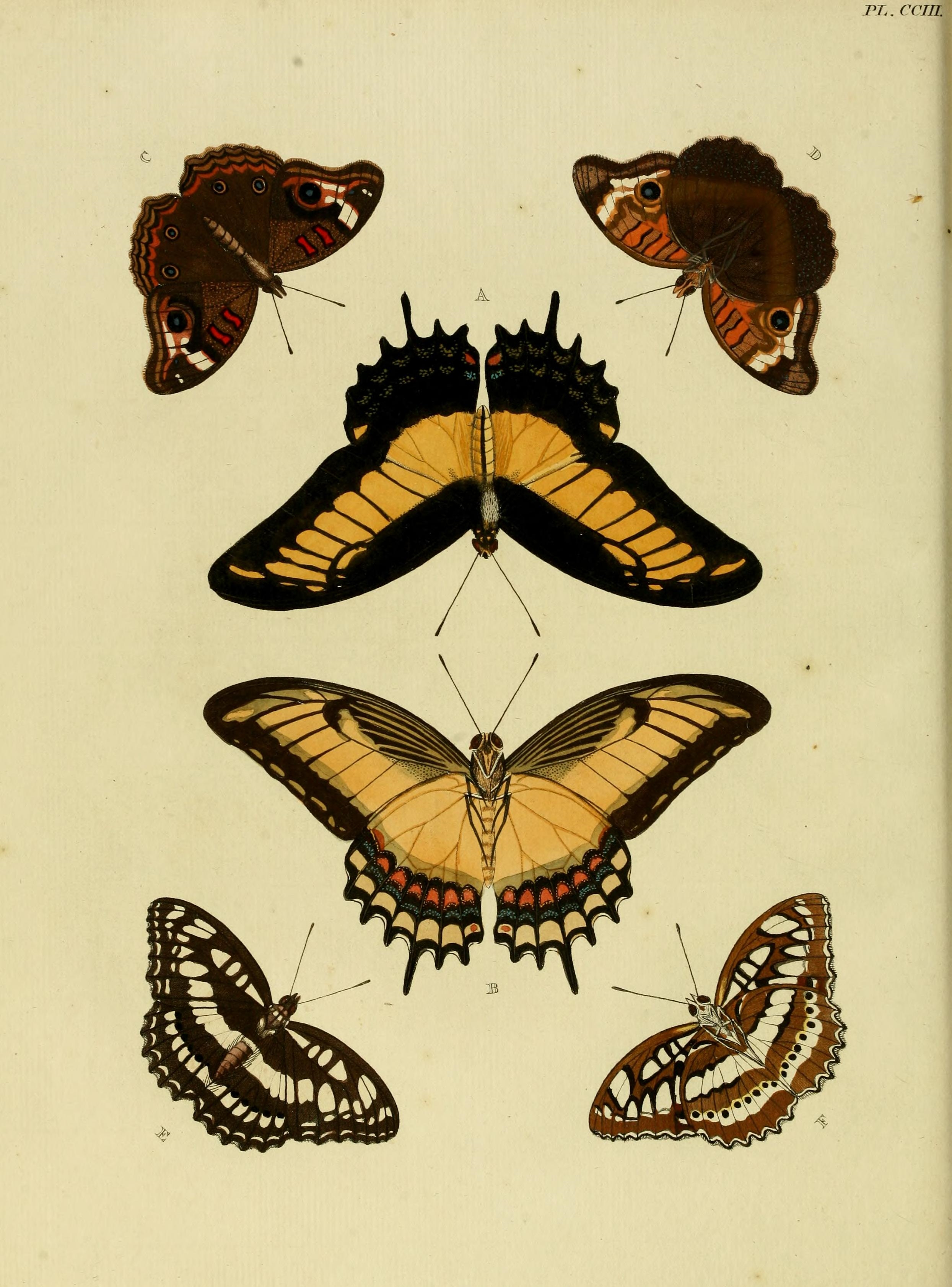
As duas borboletas centrais, acima (em vista superior) e abaixo (em vista inferior), são ilustrações do macho de H. androgeus, retiradas do livro De uitlandsche kapellen: voorkomende in de drie waereld-deelen Asia, Africa en America = Papillons exotiques des trois parties du monde, l'Asie, l'Afrique et l'Amérique, de Pieter Cramer e Caspar Stoll (Plate CCIII, 1782).
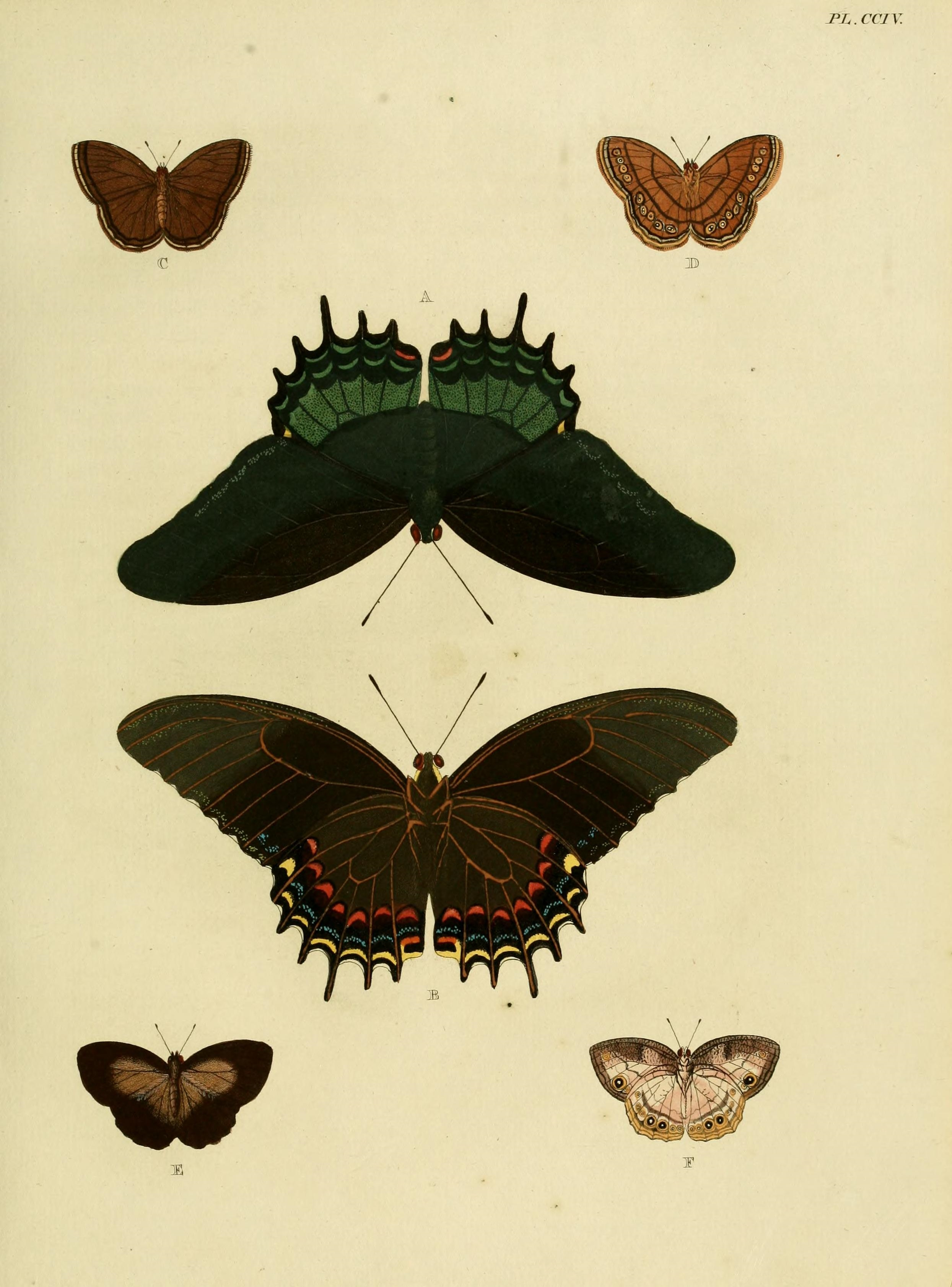
As duas borboletas centrais, acima (em vista superior) e abaixo (em vista inferior), são ilustrações da fêmea de H. androgeus, retiradas do livro De uitlandsche kapellen: voorkomende in de drie waereld-deelen Asia, Africa en America = Papillons exotiques des trois parties du monde, l'Asie, l'Afrique et l'Amérique, de Pieter Cramer e Caspar Stoll (Plate CCIV, 1782).
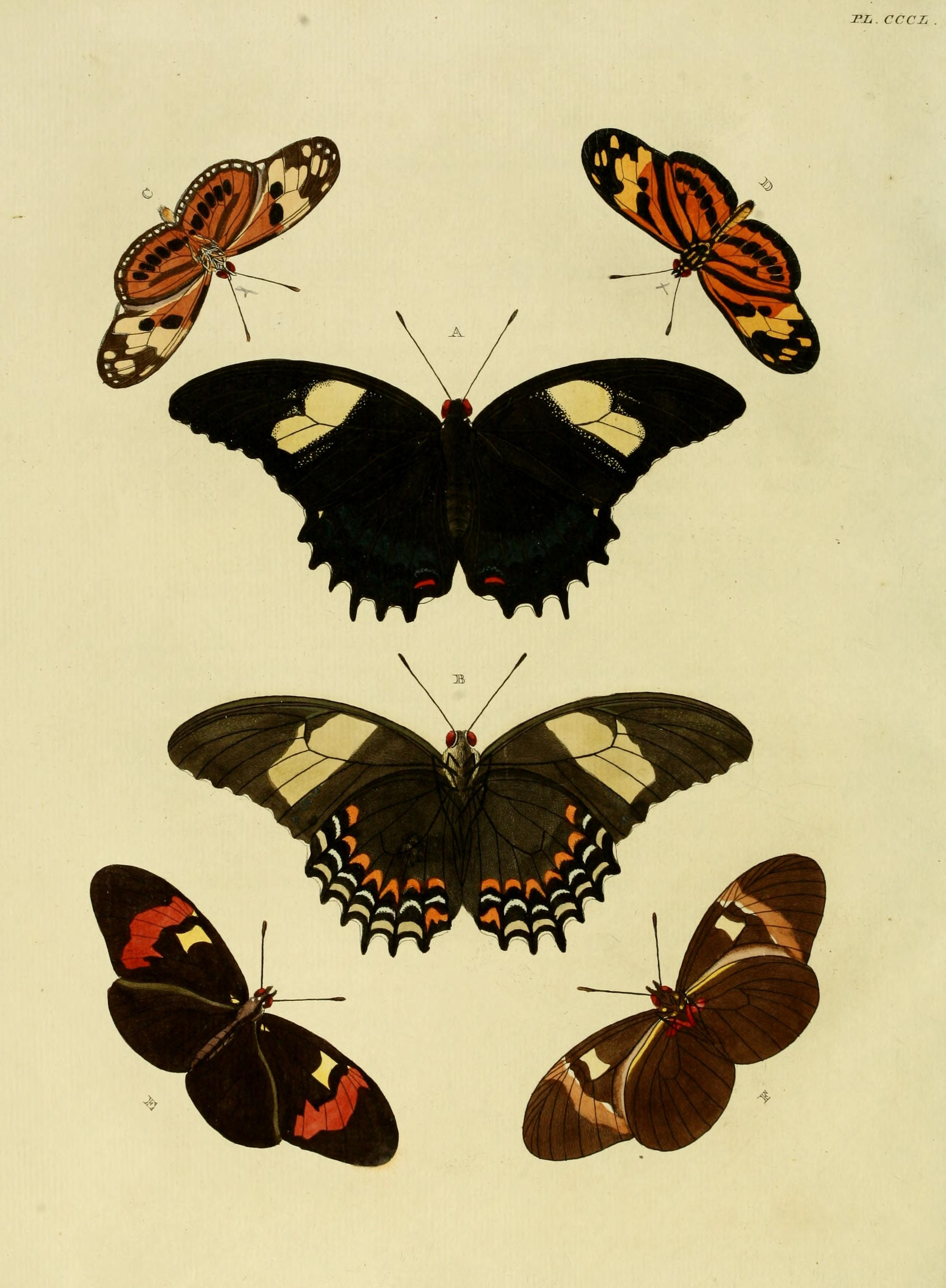
As duas borboletas centrais, acima (em vista superior) e abaixo (em vista inferior), são ilustrações da fêmea de H. androgeus, retiradas do livro De uitlandsche kapellen: voorkomende in de drie waereld-deelen Asia, Africa en America = Papillons exotiques des trois parties du monde, l'Asie, l'Afrique et l'Amérique, de Pieter Cramer e Caspar Stoll (Plate CCCL, 1779).

## Hábitos
As borboletas são avistadas visitando flores, das quais se alimentam do néctar. Voam rápido e desordenado, a grande altura do solo, podendo ser encontradas durante praticamente todo o ano, com menor frequência no inverno, em diversos habitats; comumente em ambientes antrópicos como os de cidades, onde são encontrados parques, praças, jardins e pomares. Os machos são vistos frequentemente em praias de rios ou em faixas úmidas do solo, onde possam sugar substâncias minerais. Às vezes eles são vistos individualmente, mas é mais frequente avistá-los em um pequeno grupo com outras espécies de borboletas.

## Planta-alimento, lagarta e crisálida
Heraclides androgeus se alimenta de diversas espécies e gêneros de plantas da família Rutaceae, em sua fase larval: Citrus aurantium, Citrus reticulata, Citrus sinensis (gênero Citrus), Choisya dumosa (gênero Choisya), Zanthoxylum fagara, Zanthoxylum americanum, Zanthoxylum clava-herculis, Zanthoxylum elephantiasis e Zanthoxylum setulosum (gênero Zanthoxylum). Suas lagartas são pardo-azeitonadas, com manchas mais claras, assemelhando-se a excrementos de pássaros e colocando para fora um órgão amarelado com odor desagradável, em forma de "Y", na região frontal, quando incomodadas. A crisálida é castanha, com sua camuflagem imitando um galho seco. Ela fica suspensa para cima, por um par de fios.

## Subespécies
H. androgeus possui quatro subespécies:
- Heraclides androgeus androgeus - Descrita por Cramer em 1775. Nativa da Colômbia, Equador, Bolívia, Suriname e Brasil (Amazonas, Pará e Mato Grosso).
- Heraclides androgeus epidaurus - Descrita por Godman & Salvin em 1890. Nativa dos Estados Unidos (na Flórida), México, Panamá, Cuba e Santa Lúcia.[9][12]
- Heraclides androgeus laodocus - Descrita por Fabricius em 1793. Nativa do Sudeste e Sul do Brasil, Paraguai e Argentina.
- Heraclides androgeus reyesorum - Descrita por Vargas, Llorente & Luis em 2013. Nativa do México.[10][13][20]